# Habeas Corpus (groupe)
Pour les articles homonymes, voir Habeas Corpus.
Habeas Corpus est un groupe espagnol de rapcore, originaire de Madrid. Le groupe critique, dans ses paroles, le système capitaliste et le fascisme. Le groupe se sépare en 2016.

## Biographie
Habeas Corpus fait ses débuts en 1994 avec l'album Sociedad mecanizada, bien qu'ayant commencé sa carrière auparavant. Après quelques années d'inactivité, le groupe revient avec son deuxième album, intitulé simplement N.N. Progressivement, le groupe se fait un nom en Espagne et à l'international. En 1999, leur troisième album est édité, A las cosas por su nombre, introduisant des éléments de hip-hop et de heavy metal dans leurs morceaux.
En 2001, sort Otra vuelta de tuerca, qui est plus proche du metal que ses prédécesseurs. Il intègre des morceaux comme En el punto de mira et Desde que el mundo es mundo, ce dernier en collaboration de Juan de Soziedad Alkohólika au chant. En 2002, ils sortent un EP intitulé HC, et en 2004, sortent Armamente, album dans lequel les influences metal sont plus importantes que jamais, mais gardant leurs racines rap dans certains morceaux comme Miedo a despertar.
En 2005, sort Subversiones, un EP comprenant des reprises classiques de groupes de punk rock basques tels que RIP, La Polla Records, Barricada, Cicatriz et Vómito. En 2006, ils publient Basado en una historia real, qui entre pleinement dans le metalcore. Il fait participer Gorka Urbizu (chanteur de Berri Txarrak) et Pirri (du groupe asturien Escuela de Odio). 
Le 31 mars 2008, ils publient l'album Justicia. Les treize chansons de l'album sont distribuées en formats CD et vinyle. À cette période, le groupe devient un quatuor. En 2009, le groupe sort un album intitulé Rarezas. Il contient des chansons inédites, des remixes, et des reprises d'autres groupes tels que Sick of It All, Motörhead, et Agnostic Front,,,. Il est édité par le label Lengua armada qui appartient à son ancien guitariste Nano.
En 2010, ils publient un split en collaboration avec le groupe de punk hardcore Escuela de Odio, dans lequel chaque groupe interprète trois morceaux, en plus de deux reprises, une de Motörhead (A dolor) et une de Agnostic Front (A mi Familia). À la mi-novembre 2010, ils entrent en studio pour enregistrer leur huitième album studio, intitulé O Todo o Nada. Il est publié le 25 janvier 2011 au label Maldito Records. Au cours de l'année 2011, Habeas Corpus contribue au documentaire Ojos que no ven en jouant sa bande son intitulée Y después de la sangre, ¿qué?. À la fin 2012, ils publient avec le groupe de rap politique Los Chikos del Maíz le clip du morceau T.E.R.R.O.R.I.S.M.O..
En 2016, le groupe décide de ne pas renouveler l'aventure.

## Membres

### Derniers membres
- M.A.R.S. – chant (1993–2016)
- Mr. Chifly – guitare (1993–2016)
- Victor (Zinc) – basse (2007–2016)
- Iker – batterie (2009–2016)

### Anciens membres
- David Langa – guitare (1993–1995)
- Nano Ruiz – guitare (1995–2006)
- Jose – basse (1993–1995)
- Carlos Escobedo – basse (1995–1999)
- Adrián G. Riber – basse (1999–2005)
- Jony – basse (2005–2006)
- Nando – basse (2006–2007)
- Antonio Rebato – batterie (1993–2001)
- Toñin – batterie (2001–2005)
- Samuel – batterie (2005–2008)
- Ivan – batterie (2008)

## Discographie

### Albums studio
- 1994 : Sociedad mecanizada (Potencial Hardcore)
- 1998 : N.N. (Mil a Gritos Records)
- 2000 : A las cosas por su nombre (Desobediencia Records)
- 2002 : Otra vuelta de tuerca (Desobediencia Records)
- 2003 : HC (Propaganda Pel-Fet! ; EP)
- 2004 : Armamente (Propaganda Pel-Fet!)
- 2006 : Basado en una historia real (K Industria)
- 2008 : Justicia (Maldito Records)
- 2009 : Rarezas (Lengua armada)
- 2010 : A dolor (Carnús Records, Threepoint Records, Potencial Hardcore)
- 2011 : O todo, o nada (Maldito Records)
- 2013 : Riot Propaganda (Bola 9)
- 2013 : 20 años de rabia. 20 años de sueños (Potencial Hardcore)
- 2014 : A este lado de la crisis

## Vidéographie
- Miedo a despertar (2004)
- Ni una más (2008)
- Perdimos la ocasión (2011)
- T.E.R.R.O.R.I.S.M.O. (2012)
- Guerras Púnicas (2013)
- Riot propaganda